# Black Sunday
Black Sunday е вторият албум на Cypress Hill. Той излиза през юли 1993. Албумът дебютира на първо място в класацията „Билборд“ и към този момент е продал около 3,25 милиона копия.
Песента Insane in the Brain става един от най-големите рап хитове, появявали се някога.
Друга песен – Hits from the Bong е използвана за във филма How High.
1. I Wanna Get High – 2:54
2. I Ain't Goin' Out Like That – 4:27
3. Insane In The Brain – 3:29
4. When The Shit Goes Down – 3:08
5. Lick A Shot – 3:23
6. Cock The Hammer – 4:25
7. Lock Down – 1:17
8. 3 Lil' Putos – 3:39
9. Legalize It – 0:46
10. Hits From The Bong – 2:40
11. What Go Around Come Around, Kid – 3:42
12. A To The K – 3:27
13. Hand On The Glock – 3:32
14. Break 'Em Off Some – 2:46